# Монгольські мови

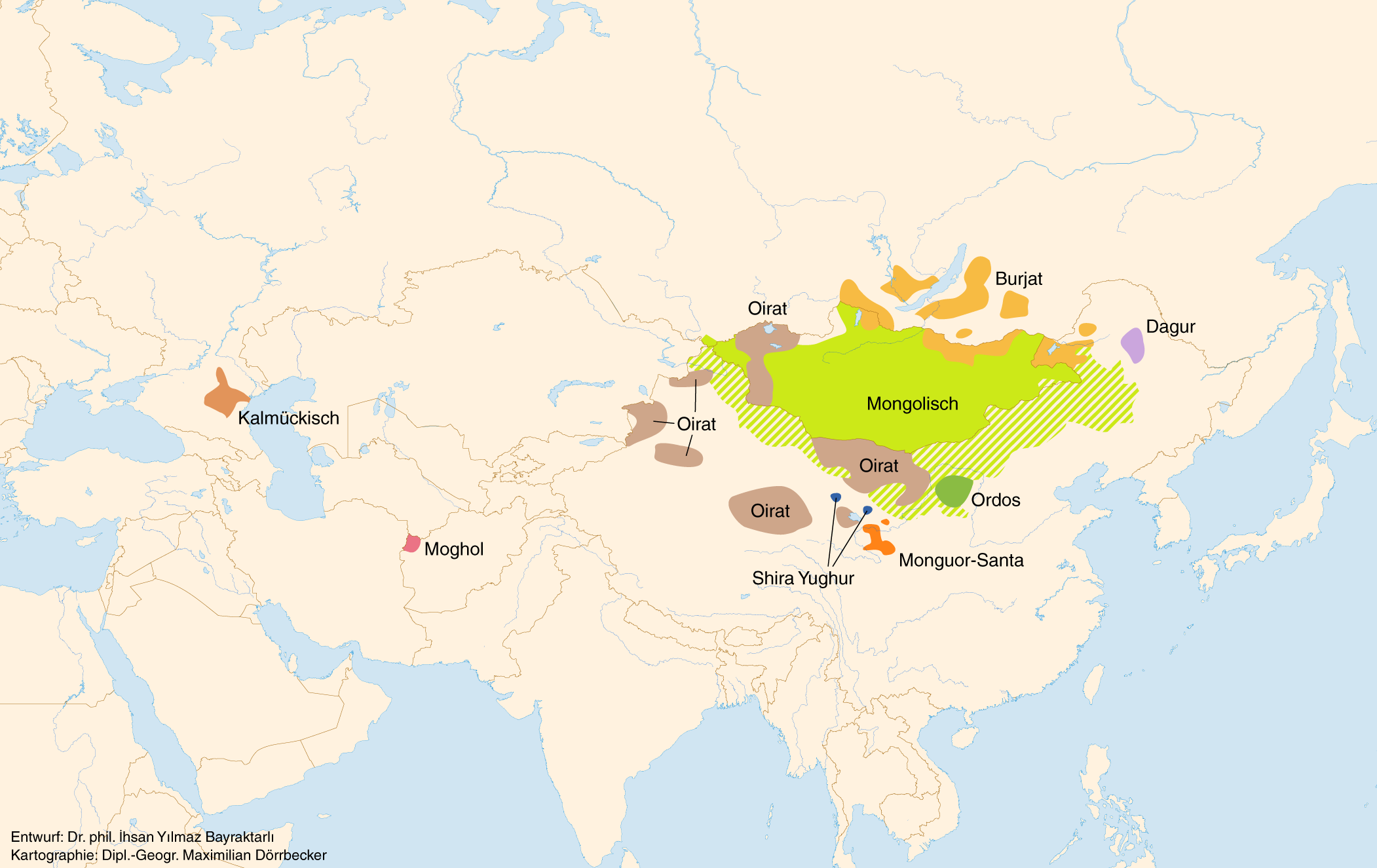
Монгольські мови на карті

Монгольські мови — сім'я всередині гіпотетичної алтайської макросім'ї, що включає в себе кілька достатньо близьких мов Монголії, Китаю, Росії й Афганістану. Згідно з даними лексикостатистики розпалася близько V століття.
Монгольська мова — офіційна мова Монголії. Поширена також у Внутрішній Монголії (Китай). Кількість мовців становить 5 млн. Писемність — із XVII ст. (старомонгольське письмо). У 1941 р. введено писемність на основі кирилиці.
Бурятська мова — поширена в Бурятії (Росія), на півночі Монголії та на північному заході Китаю. Загальна кількість мовців 370 тис. В 1939 перейшли на кирилицю.
Калмицька мова — локалізована в Калмикії (Росія) і в прилеглих територіях. Розмовляють нею 200 тис. осіб. До 1648 використовувалось монгольське письмо, у 1925 введено кирилицю, у 1931 — латиницю, а в 1939 — знову кирилицю.
Носії — монгольські народи, об'єднанні за культурною спільністю та мовною приналежністю. Крім того, класична монгольська служила мовою писемності тувинців до 1940 року.
Характерною рисою монгольських мов є значна кількість тюркських запозичень, що, через вплив монгольської мови на тюркські в історичний час, значно ускладнює проблему вивчення мовних зв'язків. До сьогодні в Монголії та Китаї існує ряд етнічних груп тюрко-монгольських білінгвів (хотони, жовті уйгури). Ймовірно, раніше такий білінгвізм був більш розповсюдженим.

## Історія
Можливим попередником Монгольських мов є мова Сяньбі, на яку сильно вплинула Пратюркська мова.
Етапи історичної монгольської мови:
- Допрамонгольський — приблизно з 4 століття н. е. по 12 століття н. е., на який вплинула Шаз-Тюрскська.
- Прамонгольська — приблизно з 13th століття, розмовляли в часи Чингісхана.
- Середньомонгольська — з 13 століття до раннього 15 століття, або пізнього 16 століття, залежно від класифікації. (Враховуючи майже повну відсутність писемних джерел цього періоду, точно не можна визначити межі цього етапу). Також були тюркські впливи.
- Класична монгольська — приблизно з 1700 по 1900 роки.
- Стандартна монгольська — стандартна монгольська мова почала офіційно використовуватись з 1919 року, ця форма мови використовувалась в економічних, політичних і соціальних галузях.